# Hydra 70

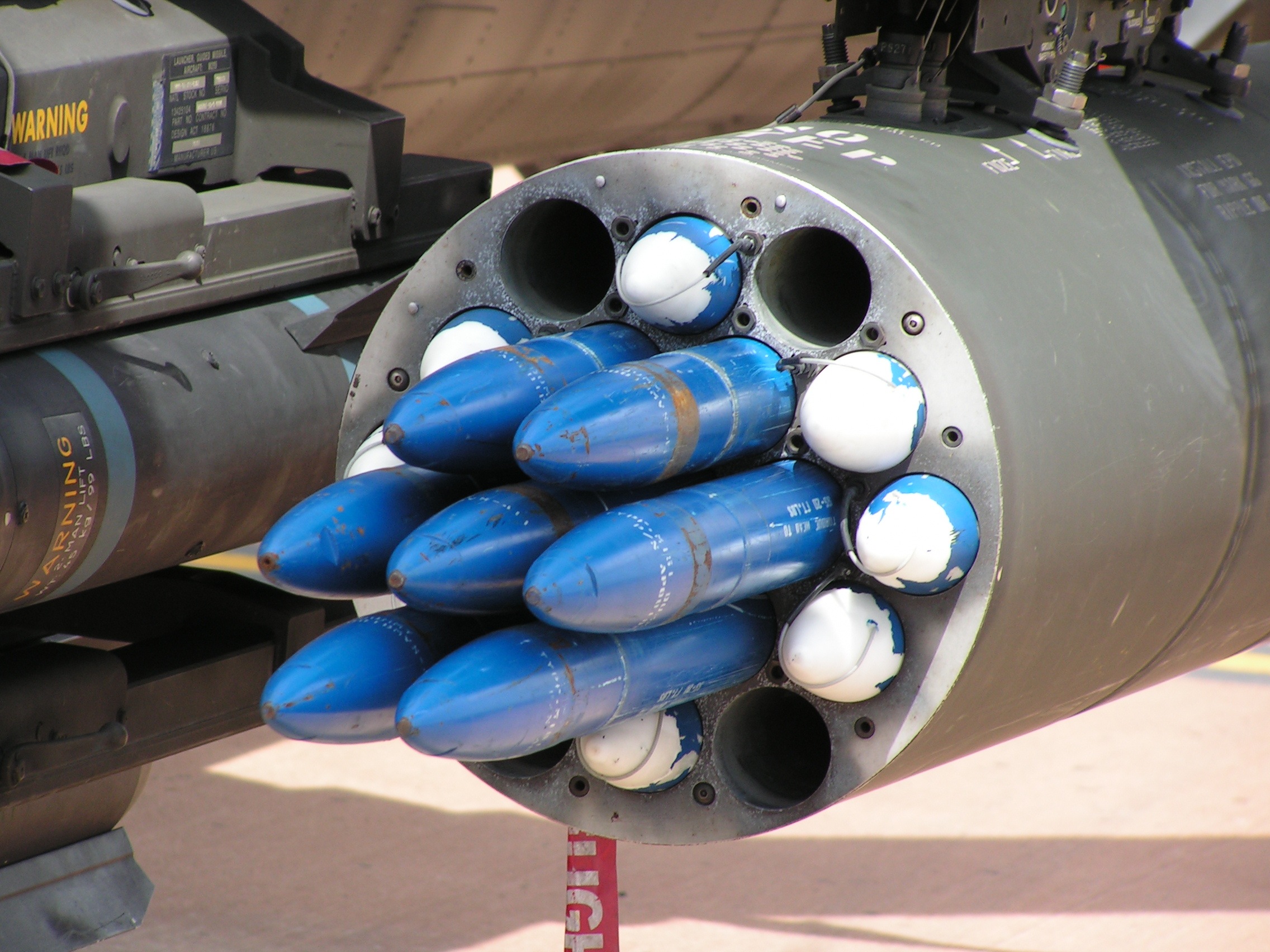
Hydra 70-raketten in een M261 19-loops lanceerinrichting.

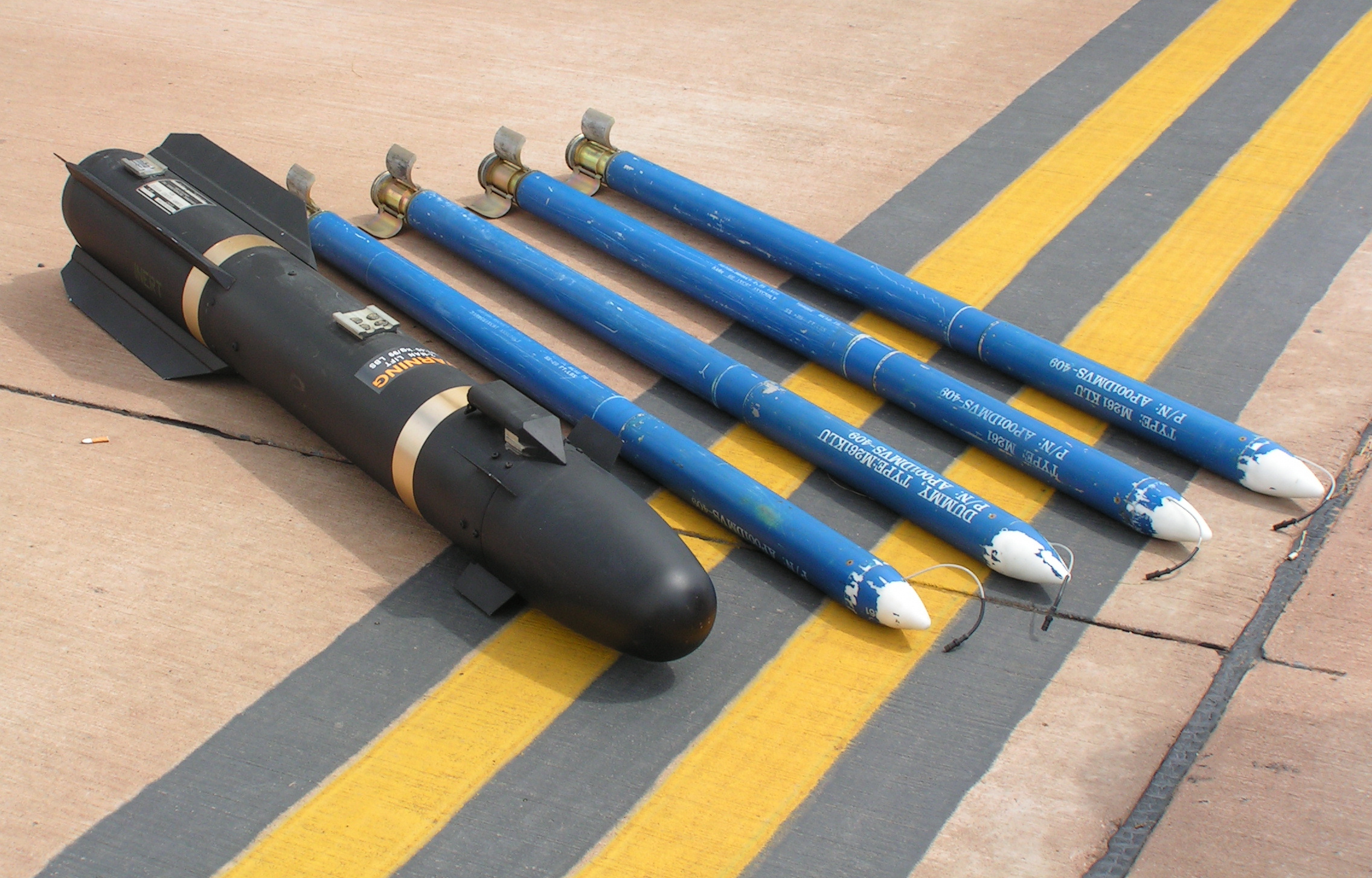
Vier Hydra 70-raketten en een AGM-114 Hellfire.

De Hydra 70 is een ongeleide raket met een kaliber van 70 mm. De raket is ontwikkeld door de United States Navy en wordt gebruikt door Colombia, Denemarken, Duitsland, Egypte, Japan, Jordanië, Koeweit, Nederland, Saoedi-Arabië, Singapore, Thailand, Tunesië, Taiwan, de Verenigde Arabische Emiraten en de Verenigde Staten zelf (Army, Navy en Air Force).

## andere producenten
- CRV7, Canada
- Forges de Zeebrugge, België
- Hanwha, Zuid-Korea

## Specificaties
Bron:
- Functie: Ongeleide lucht-grondraket, verschillende ladingen voor allerlei doeleinden.
- Bereik: 6 km
- Aandrijving: Mk 66 raketmotor met een brandtijd van 1,06 s.
- Lading: Verschillende ladingen voor allerlei doeleinden.
- Ontsteking: Afhankelijk van lading.
- Gewicht bij lancering: 6,2 kg
- Lengte: 1060 mm
- Schachtdiameter: 70 mm
- Lanceerplatform:[3]
  - Vliegtuigen:
    - A-4 Skyhawk
    - A-6 Intruder
    - A-7 Corsair II
    - A-10 Thunderbolt II
    - F-4 Phantom II
    - F-16 Fighting Falcon
    - F/A-18 Hornet

  - Helikopters
    - AH-1 Cobra
    - AH-64 Apache
    - OH-58 Kiowa
    - UH-1 Iroquois
    - UH-60 Black Hawk
    - MH-6 Little Bird
    - MH-60